# Хартман V фон Кирхберг-Бранденбург
Хартман V фон Кирхберг-Бранденбург (на немски: Hartmann V von Kirchberg-Brandenburg; † сл. 1246) е граф на Кирхберг-Бранденбург.

## Произход и наследство
Той е втория син на граф Ото IV фон Кирхберг и Бранденбург († сл. 1220) и съпругата му фон Берг, дъщеря на граф Улрих I фон Берг († 1209) и Аделхайд фон Ронсберг († 1205). Брат е на граф Ото V фон Бранденбург († 1296).
Център на господството Кирхберг-Бранденбург е в Дитенхайм, който през 1280 г. получава права на град. След 1298 г. бранденбургските имоти са взети от крал Албрехт I Хабсбургски без да се съобразява от наследствените искания на още живите Кирхберги и са дадени първо на верния на Хабсбургите рицарски род Елербах.

## Фамилия
Хартман V се жени за фон Вюртемберг, дъщеря на граф Херман фон Вюртемберг († 1231/1236/1240) и Ирменгард фон Ултен († сл. 1231/сл. 1236). Тя е внучка на граф Лудвиг II фон Вюртемберг († 1181) и Вилибирг фон Кирхберг († 1179), дъщеря на граф Хартман III фон Кирхберг († сл. 1198). Те имат децата:
- Ото VII фон Бранденбург († сл. 1280), граф на Бранденбург
- Хартман фон Бранденбург? (* 1240/1241; † 30 май 1267)
- дъщеря фон Бранденбург?, омъжена за Буркарт фон Елербах († сл. 1268)
- ? Херман фон Бранденбург? († 31 юли 1275?)